# Dīvālān
Dīvālān (persiska: دیوالان) är en ort i Iran.   Den ligger i provinsen Västazarbaijan, i den nordvästra delen av landet, 500 km väster om huvudstaden Teheran. Dīvālān ligger 1 713 meter över havet och antalet invånare är 426.
Terrängen runt Dīvālān är lite bergig. Runt Dīvālān är det ganska tätbefolkat, med 80 invånare per kvadratkilometer. Närmaste större samhälle är Ālvātān, 16,4 km nordväst om Dīvālān. Trakten runt Dīvālān består i huvudsak av gräsmarker.